# Niskajärvi (sjö i Kuhmo, Kajanaland)
Niskajärvi är en sjö i kommunen Kuhmo i landskapet Kajanaland i Finland. Arean är 44 hektar och strandlinjen är 4,23 kilometer lång. Sjön  ingår i Uleälvens huvudavrinningsområde.   Den ligger omkring 87 kilometer öster om Kajana och omkring 520 kilometer nordöst om Helsingfors. 